# Schnauzer gigante
O schnauzer gigante[Nota] (em alemão:  Riesenschnauzer) é uma raça de cão oriunda da Alemanha. Reconhecida como raça independente, é o fruto de cruzamentos entre o schnauzer standard e cães pastores de porte grande, devido a necessidade de um condutor de gado e pastor de ovelhas, além de animal de guarda. Posteriormente usado pela polícia alemã e em grupos de resgate na América do Norte, não tornou-se tão popular quanto as variações menores. Sua personalidade é classificada como dedicada e alerta; seu físico é descrito como resistente e que impõe respeito, o que o tornou um bem sucedido cão de guarda; e sua inteligência o colocou na posição 28 na lista elaborada por Stanley Coren.